# Dumont (Iowa)
Pour les articles homonymes, voir Dumont.
Dumont est une ville du comté de Butler, en Iowa, aux États-Unis. La ville est incorporée le 24 janvier 1896.

## Source de la traduction
- (en) Cet article est partiellement ou en totalité issu de l’article de Wikipédia en anglais intitulé « Dumont, Iowa » (voir la liste des auteurs).